# Золотково (Новгородская область)
Золотково — деревня в Окуловском муниципальном районе Новгородской области, относится к Угловскому городскому поселению.

## География
Деревня Золотково расположена в северной части Валдайской возвышенности, в 1,2 км к югу от трассы Крестцы—Окуловка—Боровичи, в 5,5 км к северо-востоку от деревни Озерки, в 14 км к востоку от города Окуловка.

## История
До присоединения Новгородской республики к Московской Руси деревня Золотково находилась во владении Федки и Сенки Мануйловых, после этого была отдана московскому боярину Федку Неклюду, сыну Ивана Подушкина.
Упоминается в Писцовой книге Деревской пятины 1495—1496 гг.
Деревня Золотково относилась к Шегринскому погосту.
В конце XV века в Золоткове проживало две зажиточные крестьянские семьи: Сидорика Потапова и Федотко Тимохина. Сеяли они хлеб и держали много скота. Оброк они платили Неклюду, ключнику и бирючу деньгами(2 гривны и 6 денег), рожью, овсом, пшеницею, ячменём, льном, овчинами, баранами и курами. В оброчной книге отмечено, что доходы их по сравнению со старой переписью увеличились более чем вдвое.
В 1773—1927 деревня Золотково находилась в Боровичском уезде Новгородской губернии. С начала XIX века до 1924 относилась к Шегринской волости Боровичского уезда.
Отмечена на карте 1826—1840.
В 1879 в деревне Золотково насчитывалось 21 крестьянское хозяйство, 48 строений, из них 30 жилыми. Была часовня. По семейным спискам в деревне насчитывалось 38 мужчин и 38 женщин. Детей до 18 лет было 25 человек. Земли, принадлежавшей сельской общине после отмены крепостного права, было 219 десятин и 1702 сажени удобной и 3 десятины 1930 сажень неудобиц. Покупной земли не было. Лошадей в деревне было 13 голов, крупного рогатого скота — 24, мелкого скота — 15 голов.
В начале XX века из сельской общины в Золоткове выделилось три хозяйства: Игнатия Алексеева, Анисима Иванова и Сергея Клементьева, получившие по 2,9 десятин собственной земли.
В 1911 в деревне Золотково было 16 хозяйств и 25 домов с население 101 человек (53 мужчины и 48 женщин). Имелась часовня. Главным занятием населения оставалось земледелие, а побочным — лесные заработки.
В 1980-х в деревне Золотково проживало 20 человек.
Деревня Золотково входила в состав Озерковского сельского поселения.
В 2010 вошла в состав Угловского городского поселения.

## Легенды
По рассказам старожилов в деревне существует литовское захоронение предположительно начала XVII века. Местность до сих пор называется «Могильник». Под пригорком у ныне заросшего озера в давние времена была церковь. В конце 1940-х годов копали яму под овощехранилище. Были обнаружены человеческие черепа, кости и коррозированные металлические элементы. Возле этого места росло несколько огромных елей и сосен, но где-то в середине 1950-х годов они упали от старости. Могильник, о существовании которого не было известно археологам, возможно относится к дохристианской эпохе.

## Население
В 2002 — 18.
| 1879 | 1911 | 2002 | 2006 | 2010 | 2011 |
| ---- | ---- | ---- | ---- | ---- | ---- |
| 76   | ↗101 | ↘18  | ↘10  | ↘4   | ↗7   |

## Транспорт
Ближайшая ж/д станция «Окуловка» — в 15 км от деревни Золотково.